# Indian Premier League de 2015
A 2015 Indian Premier League ou (IPL 8 ou Pepsi IPL 2015) foi a oitava temporada da Indian Premier League de críquete. O  Kolkata Knight Riders foram campeões na edição anterior de 2014. O torneio começou na quarta-feira 8 de abril de 2015. Com previsão de término no dia 24 de maio.
O Torneio foi disputado por oito equipes no regulamento Twenty20, com partidas mais curtas. Com um total de 60 partidas. em sistema todos contra todos e playoffs.
A equipa Mumbai Indians foi a vencedora.

## Estádios e Localização
| Ahmedabad                                  | Bangalore                                                                                           | Chennai                                                                                             | Delhi                 |
| ------------------------------------------ | --------------------------------------------------------------------------------------------------- | --------------------------------------------------------------------------------------------------- | --------------------- |
| Rajasthan Royals                           | Royal Challengers Bangalore                                                                         | Chennai Super Kings                                                                                 | Delhi Daredevils      |
| Sardar Patel Stadium                       | M. Chinnaswamy Stadium                                                                              | M. A. Chidambaram Stadium                                                                           | Feroz Shah Kotla      |
| Capacidade: 54,000                         | Capacidade: 36,760                                                                                  | Capacidade: 37,220                                                                                  | Capacidade: 55,000    |
|                                            | | |                       |
| Hyderabad                                  | Chennai Mohali Kolkata Bangalore Mumbai Ahmedabad Pune Raipur Delhi Mumbai Hyderabad Vishakhapatnam | Chennai Mohali Kolkata Bangalore Mumbai Ahmedabad Pune Raipur Delhi Mumbai Hyderabad Vishakhapatnam | Kolkata               |
| Sunrisers Hyderabad                        | Chennai Mohali Kolkata Bangalore Mumbai Ahmedabad Pune Raipur Delhi Mumbai Hyderabad Vishakhapatnam | Chennai Mohali Kolkata Bangalore Mumbai Ahmedabad Pune Raipur Delhi Mumbai Hyderabad Vishakhapatnam | Kolkata Knight Riders |
| Rajiv Gandhi International Cricket Stadium | Chennai Mohali Kolkata Bangalore Mumbai Ahmedabad Pune Raipur Delhi Mumbai Hyderabad Vishakhapatnam | Chennai Mohali Kolkata Bangalore Mumbai Ahmedabad Pune Raipur Delhi Mumbai Hyderabad Vishakhapatnam | Eden Gardens          |
| Capacidade: 55,000                         | Chennai Mohali Kolkata Bangalore Mumbai Ahmedabad Pune Raipur Delhi Mumbai Hyderabad Vishakhapatnam | Chennai Mohali Kolkata Bangalore Mumbai Ahmedabad Pune Raipur Delhi Mumbai Hyderabad Vishakhapatnam | Capaciddae: 67,000    |
|                                            | Chennai Mohali Kolkata Bangalore Mumbai Ahmedabad Pune Raipur Delhi Mumbai Hyderabad Vishakhapatnam | Chennai Mohali Kolkata Bangalore Mumbai Ahmedabad Pune Raipur Delhi Mumbai Hyderabad Vishakhapatnam |                       |
| Mohali                                     | Chennai Mohali Kolkata Bangalore Mumbai Ahmedabad Pune Raipur Delhi Mumbai Hyderabad Vishakhapatnam | Chennai Mohali Kolkata Bangalore Mumbai Ahmedabad Pune Raipur Delhi Mumbai Hyderabad Vishakhapatnam | Mumbai                |
| Kings XI Punjab                            | Chennai Mohali Kolkata Bangalore Mumbai Ahmedabad Pune Raipur Delhi Mumbai Hyderabad Vishakhapatnam | Chennai Mohali Kolkata Bangalore Mumbai Ahmedabad Pune Raipur Delhi Mumbai Hyderabad Vishakhapatnam | Mumbai Indians        |
| Punjab Cricket Association Stadium         | Chennai Mohali Kolkata Bangalore Mumbai Ahmedabad Pune Raipur Delhi Mumbai Hyderabad Vishakhapatnam | Chennai Mohali Kolkata Bangalore Mumbai Ahmedabad Pune Raipur Delhi Mumbai Hyderabad Vishakhapatnam | Wankhede Stadium      |
| Capacidade: 40,000                         | Chennai Mohali Kolkata Bangalore Mumbai Ahmedabad Pune Raipur Delhi Mumbai Hyderabad Vishakhapatnam | Chennai Mohali Kolkata Bangalore Mumbai Ahmedabad Pune Raipur Delhi Mumbai Hyderabad Vishakhapatnam | Capacidade: 33,320    |
|                                            | Chennai Mohali Kolkata Bangalore Mumbai Ahmedabad Pune Raipur Delhi Mumbai Hyderabad Vishakhapatnam | Chennai Mohali Kolkata Bangalore Mumbai Ahmedabad Pune Raipur Delhi Mumbai Hyderabad Vishakhapatnam |                       |
| Mumbai                                     | Pune                                                                                                | Raipur                                                                                              | Vishakhapatnam        |
| Rajasthan Royals                           | Kings XI Punjab                                                                                     | Delhi Daredevils                                                                                    | Sunrisers Hyderabad   |
| Brabourne Stadium                          | Maharashtra Cricket Association Stadium                                                             | Raipur International Cricket Stadium                                                                | ACA-VDCA Stadium      |
| Capacidade: 20,000                         | Capacidade: 36,000                                                                                  | Capacidade: 50,000                                                                                  | Capacidade: 38,000    |
|                                            | | |                       |

## Classificação
| Team                        | J | V | D | SR | Pts | NRR    |  |
| --------------------------- | - | - | - | -- | --- | ------ |  |
| Chennai Super Kings         | 0 | 0 | 0 | 0  | 0   | +0.000 |  |
| Delhi Daredevils            | 0 | 0 | 0 | 0  | 0   | +0.000 |  |
| Kings XI Punjab             | 0 | 0 | 0 | 0  | 0   | +0.000 |  |
| Kolkata Knight Riders       | 0 | 0 | 0 | 0  | 0   | +0.000 |  |
|                             |   |   |   |    |     |        |  |
| Mumbai Indians              | 0 | 0 | 0 | 0  | 0   | +0.000 |  |
| Rajasthan Royals            | 0 | 0 | 0 | 0  | 0   | +0.000 |  |
| Royal Challengers Bangalore | 0 | 0 | 0 | 0  | 0   | +0.000 |  |
| Sunrisers Hyderabad         | 0 | 0 | 0 | 0  | 0   | +0.000 |  |